# Campeonato Ecuatoriano de Fútbol Serie B 2014
El Campeonato Ecuatoriano de Fútbol Serie B 2014, cuyo nombre comercial fue «Copa Pilsener Serie B 2014», fue la trigésima séptima (37.ª) edición de la Serie B del fútbol profesional ecuatoriano. Este torneo local de nivel nacional consistió de un sistema de 2 etapas. La primera y segunda etapa se desarrollaron con un sistema de todos contra todos. Los dos equipos que terminaron primeros en la tabla acumulada ascendieron a la Serie A de la siguiente temporada. Comenzó a disputarse el 28 de febrero y finalizó el 30 de noviembre.

## Sistema de juego
El Campeonato Ecuatoriano de la Serie B 2014 se jugó en dos etapas.
El Campeonato Ecuatoriano de la Serie B 2014, según lo establecido, fue jugado por 12 equipos que se disputaron el ascenso en dos etapas. En total se jugaron 44 fechas que iniciaron el 28 de febrero.
La primera etapa se jugaron todos contra todos (22 fechas).
La segunda etapa se jugaron de igual manera que la primera todos contra todos (22 fechas).
Concluidas las 44 fechas del torneo los 2 primeros de la Tabla General ascendieron a la Serie A  de 2015. El primero de la Tabla General fue proclamado el campeón; el segundo mejor ubicado fue declarado Subcampeón.
El descenso fue para los dos últimos equipos con puntaje negativo en la Tabla General al concluirse las 44 fechas, perdieron la categoría y disputaron la Segunda Categoría en la temporada 2015.

## Relevo anual de clubes
| Pos  | Descendidos de la Serie A |
| ---- | ------------------------- |
| 11.º | Deportivo Quevedo         |
| 12.º | Macará                    |

| Pos | Ascendidos de la Serie B |
| --- | ------------------------ |
| 1.º | Olmedo                   |
| 2.º | Mushuc Runa              |

| Pos  | Descendidos de la Serie B |
| ---- | ------------------------- |
| 11.º | Grecia                    |
| 12.º | Ferroviarios              |

| Pos | Ascendidos de la Segunda Categoría |
| --- | ---------------------------------- |
| 1.º | Delfín                             |
| 2.º | Liga de Portoviejo                 |

## Equipos participantes
| Nombre del club       | Ciudad     | Provincia  | Entrenador       | Estadio               | Capacidad | Marca           | Patrocinador                                        |
| --------------------- | ---------- | ---------- | ---------------- | --------------------- | --------- | --------------- | --------------------------------------------------- |
| Aucas                 | Quito      | Pichincha  | Juan Ramón Silva | Gonzalo Pozo Ripalda  | 21.000    | Aurik           | Cooperativa de Ahorro y Crédito Andalucía Ltda.     |
| Delfín                | Manta      | Manabí     | Segundo Montaño  | Jocay                 | 16.000    | Spric           | Fresh Fish                                          |
| Deportivo Azogues     | Azogues    | Cañar      | Febrón Ziu       | Jorge Andrade Cantos  | 15.000    | Reusch          | Humany Care                                         |
| Deportivo Quevedo     | Quevedo    | Los Ríos   | Mauro Pederzoli  | 7 de Octubre          | 16.000    | Ldesma Sports   | Prefectura de Los Ríos                              |
| Espoli                | Babahoyo   | Los Ríos   | Nelson Brito     | Rafael Vera Yépez     | 11.000    | Aurik           | Sin patrocinador                                    |
| Imbabura              | Ibarra     | Imbabura   | Luis Espinel     | Olímpico (Ibarra)     | 18.600    | Sin Marca       | Fábrica Gardenia; Ortiz Design                      |
| Liga de Portoviejo    | Portoviejo | Manabí     | Miguel Parrales  | Reales Tamarindos     | 18.000    | Spric           | Metal Zam Construcciones S.A.                       |
| Macará                | Ambato     | Tungurahua | Christian Gómez  | Bellavista            | 18.000    | Marathon Sports | Cooperativa de Ahorro y Crédito San Francisco Ltda. |
| Municipal Cañar       | Cañar      | Cañar      | Héctor Silva     | Municipal 26 de Enero | 7.000     | Boman Sport     | Sin patrocinador                                    |
| River Ecuador         | Guayaquil  | Guayas     | Humberto Pizarro | La Fortaleza          | 1.700     | Astro           | DirecTV                                             |
| Técnico Universitario | Ambato     | Tungurahua | Paúl Vélez       | Bellavista            | 18.000    | Astro           | Cooperativa de Ahorro y Crédito San Francisco Ltda. |
| UT de Cotopaxi        | Pujilí     | Cotopaxi   | Carlos Calderón  | Jaime Zumárraga       | 10.000    | Boman Sport     | Sin patrocinador                                    |

### Equipos por provincias
| Provincia  | N.º | Equipos                             |
| ---------- | --- | ----------------------------------- |
| Manabí     | 2   | Delfín y Liga de Portoviejo         |
| Los Ríos   | 2   | Espoli y Deportivo Quevedo          |
| Tungurahua | 2   | Macará y Técnico Universitario      |
| Cañar      | 2   | Deportivo Azogues y Municipal Cañar |
| Pichincha  | 1   | Aucas                               |
| Guayas     | 1   | River Ecuador                       |
| Cotopaxi   | 1   | Universidad Técnica de Cotopaxi     |
| Imbabura   | 1   | Imbabura                            |

## Cambio de entrenadores
| Equipo             | Pos. | Entrenador Saliente | Último partido                             | Fecha | Entrenador Sucesor  | Fecha debut |
| ------------------ | ---- | ------------------- | ------------------------------------------ | ----- | ------------------- | ----------- |
| UTC                | 8    | Alcides de Oliveira | Deportivo Quevedo 1 - 0 UTC                | 1.º   | Jorge Díaz          | 2.º         |
| Imbabura           | 11   | César Zambrano      | Imbabura 1 - 1 Municipal Cañar             | 2.°   | Mauricio Bolaños    | 3.°         |
| Delfín             | 8    | Néxar Zambrano      | Deportivo Azogues 2 - 1 Delfín             | 5.º   | Raúl Duarte         | 6.º         |
| Deportivo Azogues  | 6    | Diego Alarcón       | Deportivo Azogues 1 - 0 Imbabura           | 7.º   | Segundo Montaño     | 8.º         |
| UTC                | 12   | Jorge Díaz          | UTC 1 - 4 Aucas                            | 7.º   | Douglas Intriago    | 8.º         |
| Macará             | 5    | Luis Espinel        | Macará 0 - 1 Liga de Portoviejo            | 7.º   | Christian Gómez     | 8.º         |
| Imbabura           | 11   | Mauricio Bolaños    | Espoli 4 - 2 Imbabura                      | 10.°  | Mauro Pederzoli     | 12.°        |
| Deportivo Azogues  | 9    | Segundo Montaño     | Espoli 0 - 0 Deportivo Azogues             | 14.º  | Febrón Ziu          | 15.º        |
| Municipal Cañar    | 11   | Óscar Pacheco       | Macará 3 - 0 Municipal Cañar               | 17.º  | Daniel Peña         | 18.º        |
| UTC                | 10   | Douglas Intriago    | UTC 1 - 2 Delfín                           | 19.º  | Víctor Heredia      | 20.º        |
| Imbabura           | 12   | Mauro Pederzoli     | Imbabura 0 - 1 Liga de Portoviejo          | 22.°  | Marcelo Gigoski     | 23.°        |
| Delfín             | 7    | Raúl Duarte         | Delfín 1 - 1 Macará                        | 24.º  | Segundo Montaño     | 25.º        |
| Espoli             | 9    | Carlos Calderón     | Espoli 1 - 3 Liga de Portoviejo            | 26.º  | Nelson Brito        | 27.º        |
| UTC                | 11   | Víctor Heredia      | Delfín 4 - 1 UTC                           | 26.º  | Carlos Calderón     | 27.º        |
| Liga de Portoviejo | 3    | Fabián Bustos       | Liga de Portoviejo 2 - 3 Deportivo Azogues | 27.º  | César Vigevani      | 28.º        |
| Deportivo Quevedo  | 8    | José Mora           | Deportivo Quevedo 2 - 3 Espoli             | 29.º  | Mauro Pederzoli     | 30.º        |
| Municipal Cañar    | 12   | Daniel Peña         | Aucas 1 - 1 Municipal Cañar                | 30.º  | Alcides de Oliveira | 31.º        |
| Municipal Cañar    | 11   | Alcides de Oliveira | River Ecuador 1 - 2 Municipal Cañar        | 34.º  | Héctor Silva        | 35.º        |
| Liga de Portoviejo | 4    | César Vigevani      | Liga de Portoviejo 1 - 1 Macará            | 38.º  | Miguel Parrales     | 39.º        |
| Imbabura           | 11   | Marcelo Gigoski     | River Ecuador 4 - 1 Imbabura               | 41.°  | Luis Espinel        | 42.°        |

## Primera etapa

### Clasificación
| Pos. | Equipo                | Pts. | PJ | PG | PE | PP | GF | GC | Dif. |
| ---- | --------------------- | ---- | -- | -- | -- | -- | -- | -- | ---- |
| 1.º  | Liga de Portoviejo    | 44   | 22 | 14 | 2  | 6  | 39 | 20 | 19   |
| 2.º  | River Plate Ecuador   | 42   | 22 | 12 | 6  | 4  | 30 | 18 | 12   |
| 3.º  | Aucas                 | 40   | 22 | 12 | 4  | 6  | 32 | 15 | 17   |
| 4.º  | Macará                | 34   | 22 | 9  | 7  | 6  | 24 | 16 | 8    |
| 5.º  | Técnico Universitario | 33   | 22 | 9  | 6  | 7  | 35 | 23 | 12   |
| 6.º  | Espoli                | 30   | 22 | 7  | 9  | 6  | 27 | 27 | 0    |
| 7.º  | Delfín                | 30   | 22 | 9  | 3  | 10 | 21 | 21 | 0    |
| 8.º  | Deportivo Quevedo     | 27   | 22 | 7  | 6  | 9  | 24 | 34 | −10  |
| 9.º  | Deportivo Azogues     | 26   | 22 | 6  | 8  | 8  | 18 | 22 | −4   |
| 10.º | Municipal Cañar       | 21   | 22 | 5  | 6  | 11 | 23 | 40 | −17  |
| 11.º | UTC                   | 20   | 22 | 5  | 5  | 12 | 22 | 41 | −19  |
| 12.º | Imbabura              | 15   | 22 | 3  | 6  | 13 | 17 | 35 | −18  |

### Evolución de la clasificación
| Equipo / Fecha        | 01 | 02 | 03 | 04 | 05 | 06 | 07 | 08 | 09 | 10 | 11 | 12 | 13 | 14 | 15 | 16 | 17 | 18 | 19 | 20 | 21 | 22 |
| --------------------- | -- | -- | -- | -- | -- | -- | -- | -- | -- | -- | -- | -- | -- | -- | -- | -- | -- | -- | -- | -- | -- | -- |
| Liga de Portoviejo    | 1  | 2  | 6  | 4  | 2  | 2  | 2  | 1  | 2  | 2  | 2  | 2  | 1  | 1  | 1  | 2  | 2  | 2  | 1  | 1  | 1  | 1  |
| River Ecuador         | 3  | 1  | 1  | 1  | 1  | 1  | 1  | 2  | 1  | 1  | 1  | 1  | 2  | 3  | 3  | 1  | 1  | 1  | 2  | 3  | 2  | 2  |
| Aucas                 | 4  | 4  | 2  | 5  | 6  | 4  | 3  | 3  | 4  | 3  | 3  | 3  | 3  | 2  | 2  | 3  | 3  | 3  | 3  | 2  | 3  | 3  |
| Macará                | 7  | 7  | 5  | 3  | 4  | 5  | 5  | 5  | 5  | 4  | 4  | 4  | 4  | 4  | 6  | 6  | 4  | 6  | 4  | 4  | 4  | 4  |
| Técnico Universitario | 2  | 3  | 3  | 2  | 3  | 3  | 4  | 4  | 3  | 6  | 6  | 6  | 6  | 6  | 5  | 5  | 6  | 5  | 6  | 5  | 5  | 5  |
| Espoli                | 10 | 9  | 9  | 10 | 10 | 11 | 10 | 10 | 10 | 7  | 5  | 5  | 5  | 5  | 4  | 4  | 5  | 4  | 5  | 6  | 6  | 6  |
| Delfín                | 11 | 10 | 10 | 8  | 8  | 9  | 8  | 9  | 8  | 5  | 7  | 7  | 7  | 7  | 7  | 7  | 8  | 7  | 7  | 7  | 7  | 7  |
| Deportivo Quevedo     | 5  | 5  | 4  | 6  | 5  | 7  | 7  | 8  | 7  | 9  | 9  | 9  | 8  | 8  | 8  | 8  | 7  | 8  | 8  | 8  | 8  | 8  |
| Deportivo Azogues     | 6  | 6  | 7  | 9  | 7  | 8  | 6  | 6  | 6  | 8  | 8  | 8  | 9  | 9  | 9  | 9  | 9  | 9  | 9  | 9  | 9  | 9  |
| Municipal Cañar       | 9  | 8  | 8  | 7  | 9  | 6  | 9  | 7  | 9  | 10 | 10 | 10 | 10 | 10 | 10 | 11 | 11 | 11 | 11 | 11 | 10 | 10 |
| UTC                   | 8  | 12 | 11 | 11 | 11 | 12 | 12 | 12 | 12 | 12 | 12 | 12 | 12 | 11 | 11 | 10 | 10 | 10 | 10 | 10 | 11 | 11 |
| Imbabura              | 12 | 11 | 12 | 12 | 12 | 10 | 11 | 11 | 11 | 11 | 11 | 11 | 11 | 12 | 12 | 12 | 12 | 12 | 12 | 12 | 12 | 12 |

### Resultados
|  | River Ecuador      | 2 - 0 Archivado el 4 de marzo de 2014 en Wayback Machine. | Delfín                |  | La Fortaleza          | 28 de febrero | 15:00 | Oromar   |
|  | Liga de Portoviejo | 3 - 0 Archivado el 4 de marzo de 2014 en Wayback Machine. | Imbabura              |  | Reales Tamarindos     | 28 de febrero | 20:00 | No tiene |
|  | Municipal Cañar    | 0 - 1 Archivado el 4 de marzo de 2014 en Wayback Machine. | Aucas                 |  | Municipal 26 de Enero | 1 de marzo    | 15:00 | No tiene |
|  | Deportivo Quevedo  | 1 - 0 Archivado el 4 de marzo de 2014 en Wayback Machine. | UTC                   |  | 7 de Octubre          | 1 de marzo    | 16:00 | No tiene |
|  | Macará             | 1 - 1 Archivado el 4 de marzo de 2014 en Wayback Machine. | Deportivo Azogues     |  | Bellavista            | 1 de marzo    | 16:00 | No tiene |
|  | Espoli             | 1 - 3 Archivado el 7 de marzo de 2014 en Wayback Machine. | Técnico Universitario |  | 7 de Octubre          | 2 de marzo    | 14:00 | Oromar   |

|  | Deportivo Azogues     | 0 - 0                                                      | Deportivo Quevedo  |  | Jorge Andrade Cantos | 7 de marzo | 19:30 | No tiene |
|  | Aucas                 | 1 - 1 Archivado el 10 de marzo de 2014 en Wayback Machine. | Espoli             |  | Gonzalo Pozo Ripalda | 8 de marzo | 15:15 | Oromar   |
|  | UTC                   | 0 - 1 Archivado el 10 de marzo de 2014 en Wayback Machine. | River Ecuador      |  | Olímpico (Riobamba)  | 8 de marzo | 16:00 | No tiene |
|  | Delfín                | 0 - 0 Archivado el 10 de marzo de 2014 en Wayback Machine. | Macará             |  | Jocay                | 9 de marzo | 12:00 | No tiene |
|  | Técnico Universitario | 0 - 0 Archivado el 10 de marzo de 2014 en Wayback Machine. | Liga de Portoviejo |  | Bellavista           | 9 de marzo | 12:00 | No tiene |
|  | Imbabura              | 1 - 1 Archivado el 10 de marzo de 2014 en Wayback Machine. | Municipal Cañar    |  | Olímpico (Ibarra)    | 9 de marzo | 16:00 | No tiene |

|  | River Ecuador      | 0 - 0 Archivado el 13 de marzo de 2014 en Wayback Machine. | Técnico Universitario |  | La Fortaleza          | 12 de marzo | 12:00 | No tiene          |
|  | Macará             | 1 - 0 Archivado el 13 de marzo de 2014 en Wayback Machine. | Imbabura              |  | Bellavista            | 12 de marzo | 16:00 | No tiene          |
|  | UTC                | 2 - 2 Archivado el 13 de marzo de 2014 en Wayback Machine. | Deportivo Azogues     |  | La Cocha              | 12 de marzo | 16:00 | No tiene          |
|  | Deportivo Quevedo  | 1 - 1 Archivado el 13 de marzo de 2014 en Wayback Machine. | Delfín                |  | 7 de Octubre          | 12 de marzo | 17:45 | Oromar Televisión |
|  | Liga de Portoviejo | 0 - 1 Archivado el 13 de marzo de 2014 en Wayback Machine. | Aucas                 |  | Reales Tamarindos     | 12 de marzo | 20:00 | Oromar Televisión |
|  | Municipal Cañar    | 0 - 0 Archivado el 13 de marzo de 2014 en Wayback Machine. | Espoli                |  | Municipal 26 de Enero | 13 de marzo | 11:00 | No tiene          |

|  | Aucas                 | 1 - 2 Archivado el 17 de marzo de 2014 en Wayback Machine. | Macará             |  | Gonzalo Pozo Ripalda | 16 de marzo | 11:30 | No tiene |
|  | Deportivo Azogues     | 2 - 3 Archivado el 17 de marzo de 2014 en Wayback Machine. | Municipal Cañar    |  | Jorge Andrade Cantos | 16 de marzo | 11:30 | No tiene |
|  | Delfín                | 1 - 0 Archivado el 17 de marzo de 2014 en Wayback Machine. | UTC                |  | Jocay                | 16 de marzo | 11:30 | Oromar   |
|  | Imbabura              | 0 - 3 Archivado el 17 de marzo de 2014 en Wayback Machine. | River Ecuador      |  | Olímpico (Ibarra)    | 16 de marzo | 12:00 | No tiene |
|  | Espoli                | 2 - 3 Archivado el 17 de marzo de 2014 en Wayback Machine. | Liga de Portoviejo |  | 7 de Octubre         | 16 de marzo | 13:30 | Oromar   |
|  | Técnico Universitario | 4 - 0 Archivado el 17 de marzo de 2014 en Wayback Machine. | Deportivo Quevedo  |  | Bellavista           | 16 de marzo | 16:00 | No tiene |

|  | River Ecuador      | 1 - 0 Archivado el 23 de marzo de 2014 en Wayback Machine. | Aucas                 |  | La Fortaleza         | 22 de marzo | 11:30 | Oromar   |
|  | Deportivo Azogues  | 2 - 1 Archivado el 23 de marzo de 2014 en Wayback Machine. | Delfín                |  | Jorge Andrade Cantos | 22 de marzo | 16:00 | No tiene |
|  | UTC                | 1 - 1 Archivado el 23 de marzo de 2014 en Wayback Machine. | Técnico Universitario |  | La Cocha             | 22 de marzo | 16:00 | No tiene |
|  | Liga de Portoviejo | 3 - 0 Archivado el 24 de marzo de 2014 en Wayback Machine. | Municipal Cañar       |  | Reales Tamarindos    | 22 de marzo | 20:00 | No tiene |
|  | Macará             | 3 - 3 Archivado el 24 de marzo de 2014 en Wayback Machine. | Espoli                |  | Bellavista           | 23 de marzo | 11:30 | No tiene |
|  | Deportivo Quevedo  | 2 - 1 Archivado el 24 de marzo de 2014 en Wayback Machine. | Imbabura              |  | 7 de Octubre         | 23 de marzo | 16:00 | Oromar   |

|  | Imbabura              | 2 - 0 Archivado el 4 de marzo de 2016 en Wayback Machine.       | UTC                |  | Olímpico (Ibarra)     | 28 de marzo | 19:00 | Oromar   |
|  | Municipal Cañar       | 1 - 0 Archivado el 4 de marzo de 2016 en Wayback Machine.       | Macará             |  | Municipal 26 de Enero | 29 de marzo | 11:30 | No tiene |
|  | Espoli                | 0 - 1 Archivado el 4 de marzo de 2016 en Wayback Machine.       | River Ecuador      |  | 7 de Octubre          | 29 de marzo | 16:00 | No tiene |
|  | Técnico Universitario | 3 - 1 Archivado el 4 de marzo de 2016 en Wayback Machine.       | Deportivo Azogues  |  | Bellavista            | 29 de marzo | 16:00 | No tiene |
|  | Delfín                | 0 - 2 Archivado el 4 de marzo de 2016 en Wayback Machine.       | Liga de Portoviejo |  | Jocay                 | 29 de marzo | 16:15 | No tiene |
|  | Aucas                 | 3 - 0 Archivado el 24 de septiembre de 2015 en Wayback Machine. | Deportivo Quevedo  |  | Gonzalo Pozo Ripalda  | 30 de marzo | 12:00 | No tiene |

|  | Deportivo Azogues | 1 - 0 Archivado el 7 de abril de 2014 en Wayback Machine.       | Imbabura              |  | Jorge Andrade Cantos | 4 de abril | 19:30 | Oromar Televisión |
|  | River Ecuador     | 4 - 2 Archivado el 7 de abril de 2014 en Wayback Machine.       | Municipal Cañar       |  | La Fortaleza         | 5 de abril | 11:00 | Oromar Televisión |
|  | Delfín            | 2 - 1 Archivado el 7 de abril de 2014 en Wayback Machine.       | Técnico Universitario |  | Jocay                | 6 de abril | 12:00 | No tiene          |
|  | Macará            | 0 - 1 Archivado el 7 de abril de 2014 en Wayback Machine.       | Liga de Portoviejo    |  | Bellavista           | 6 de abril | 12:00 | No tiene          |
|  | UTC               | 1 - 4 Archivado el 7 de abril de 2014 en Wayback Machine.       | Aucas                 |  | La Cocha             | 6 de abril | 12:00 | No tiene          |
|  | Deportivo Quevedo | 1 - 1 Archivado el 24 de septiembre de 2015 en Wayback Machine. | Espoli                |  | 7 de Octubre         | 6 de abril | 16:00 | No tiene          |

|  | Imbabura              | 1 - 0 Archivado el 13 de abril de 2014 en Wayback Machine. | Delfín            |  | Olímpico (Ibarra)     | 11 de abril | 19:00 | Oromar   |
|  | Municipal Cañar       | 3 - 2 Archivado el 13 de abril de 2014 en Wayback Machine. | Deportivo Quevedo |  | Municipal 26 de Enero | 12 de abril | 11:30 | No tiene |
|  | Espoli                | 2 - 1 Archivado el 14 de abril de 2014 en Wayback Machine. | UTC               |  | 7 de Octubre          | 12 de abril | 16:00 | No tiene |
|  | Liga de Portoviejo    | 2 - 1 Archivado el 14 de abril de 2014 en Wayback Machine. | River Ecuador     |  | Reales Tamarindos     | 12 de abril | 20:00 | Oromar   |
|  | Aucas                 | 0 - 1 Archivado el 15 de abril de 2014 en Wayback Machine. | Deportivo Azogues |  | Gonzalo Pozo Ripalda  | 13 de abril | 11:30 | No tiene |
|  | Técnico Universitario | 0 - 3 Archivado el 15 de abril de 2014 en Wayback Machine. | Macará            |  | Bellavista            | 13 de abril | 12:00 | No tiene |

|  | River Ecuador         | 0 - 0 Archivado el 20 de abril de 2014 en Wayback Machine. | Macará             |  | La Fortaleza         | 19 de abril | 11:00 | Oromar   |
|  | Delfín                | 2 - 0 Archivado el 20 de abril de 2014 en Wayback Machine. | Aucas              |  | Jocay                | 19 de abril | 12:00 | No tiene |
|  | Técnico Universitario | 1 - 1 Archivado el 20 de abril de 2014 en Wayback Machine. | Imbabura           |  | Bellavista           | 19 de abril | 16:00 | No tiene |
|  | Deportivo Azogues     | 0 - 2 Archivado el 21 de abril de 2014 en Wayback Machine. | Espoli             |  | Jorge Andrade Cantos | 20 de abril | 11:30 | No tiene |
|  | UTC                   | 3 - 1 Archivado el 21 de abril de 2014 en Wayback Machine. | Municipal Cañar    |  | La Cocha             | 20 de abril | 16:00 | No tiene |
|  | Deportivo Quevedo     | 1 - 0 Archivado el 22 de abril de 2014 en Wayback Machine. | Liga de Portoviejo |  | 7 de Octubre         | 20 de abril | 16:00 | Oromar   |

|  | River Ecuador      | 4 - 3 Archivado el 28 de abril de 2014 en Wayback Machine. | Deportivo Quevedo     |  | La Fortaleza          | 25 de abril | 15:00 | Oromar   |
|  | Municipal Cañar    | 0 - 1 Archivado el 28 de abril de 2014 en Wayback Machine. | Delfín                |  | Municipal 26 de Enero | 26 de abril | 11:30 | No tiene |
|  | Espoli             | 4 - 2 Archivado el 28 de abril de 2014 en Wayback Machine. | Imbabura              |  | 7 de Octubre          | 26 de abril | 16:00 | No tiene |
|  | Liga de Portoviejo | 1 - 0 Archivado el 28 de abril de 2014 en Wayback Machine. | Deportivo Azogues     |  | Reales Tamarindos     | 26 de abril | 20:00 | Oromar   |
|  | Aucas              | 3 - 1 Archivado el 28 de abril de 2014 en Wayback Machine. | Técnico Universitario |  | Gonzalo Pozo Ripalda  | 27 de abril | 11:30 | No tiene |
|  | Macará             | 1 - 0 Archivado el 28 de abril de 2014 en Wayback Machine. | UTC                   |  | Bellavista            | 27 de abril | 12:00 | No tiene |

|  | Deportivo Azogues     | 0 - 0 Archivado el 4 de mayo de 2014 en Wayback Machine. | River Ecuador      |  | Jorge Andrade Cantos | 2 de mayo | 19:30 | No tiene |
|  | UTC                   | 1 - 1 Archivado el 4 de mayo de 2014 en Wayback Machine. | Liga de Portoviejo |  | La Cocha             | 3 de mayo | 16:00 | Oromar   |
|  | Técnico Universitario | 2 - 2 Archivado el 4 de mayo de 2014 en Wayback Machine. | Municipal Cañar    |  | Bellavista           | 3 de mayo | 16:00 | No tiene |
|  | Delfín                | 1 - 2 Archivado el 4 de mayo de 2014 en Wayback Machine. | Espoli             |  | Jocay                | 3 de mayo | 16:00 | No tiene |
|  | Imbabura              | 0 - 2                                                    | Aucas              |  | Olímpico (Ibarra)    | 4 de mayo | 14:00 | Oromar   |
|  | Deportivo Quevedo     | 2 - 2 Archivado el 5 de mayo de 2014 en Wayback Machine. | Macará             |  | 7 de Octubre         | 4 de mayo | 16:00 | No tiene |

|  | River Ecuador      | 3 - 1 Archivado el 13 de mayo de 2014 en Wayback Machine. | Deportivo Azogues     |  | La Fortaleza          | 9 de mayo  | 15:00 | No tiene          |
|  | Municipal Cañar    | 0 - 4 Archivado el 12 de mayo de 2014 en Wayback Machine. | Técnico Universitario |  | Municipal 26 de Enero | 10 de mayo | 11:30 | No tiene          |
|  | Espoli             | 1 - 0 Archivado el 12 de mayo de 2014 en Wayback Machine. | Delfín                |  | 7 de Octubre          | 10 de mayo | 16:00 | No tiene          |
|  | Macará             | 2 - 0 Archivado el 16 de mayo de 2014 en Wayback Machine. | Deportivo Quevedo     |  | Bellavista            | 10 de mayo | 16:00 | No tiene          |
|  | Liga de Portoviejo | 9 - 0                                                     | UTC                   |  | Reales Tamarindos     | 10 de mayo | 20:00 | Oromar Televisión |
|  | Aucas              | 4 - 1 Archivado el 13 de mayo de 2014 en Wayback Machine. | Imbabura              |  | Gonzalo Pozo Ripalda  | 11 de mayo | 11:30 | Oromar Televisión |

|  | Imbabura              | 1 - 1 Archivado el 17 de mayo de 2014 en Wayback Machine. | Espoli             |  | Olímpico (Ibarra)    | 16 de mayo | 19:00 | Oromar   |
|  | Deportivo Azogues     | 0 - 1                                                     | Liga de Portoviejo |  | Jorge Andrade Cantos | 17 de mayo | 16:00 | No tiene |
|  | Deportivo Quevedo     | 2 - 1 Archivado el 18 de mayo de 2014 en Wayback Machine. | River Ecuador      |  | 7 de Octubre         | 17 de mayo | 16:00 | Oromar   |
|  | Técnico Universitario | 0 - 2 Archivado el 4 de marzo de 2016 en Wayback Machine. | Aucas              |  | Bellavista           | 18 de mayo | 12:00 | No tiene |
|  | Delfín                | 3 - 1 Archivado el 4 de marzo de 2016 en Wayback Machine. | Municipal Cañar    |  | Jocay                | 18 de mayo | 12:00 | Oromar   |
|  | UTC                   | 1 - 0 Archivado el 4 de marzo de 2016 en Wayback Machine. | Macará             |  | La Cocha             | 18 de mayo | 12:00 | No tiene |

|  | Imbabura           | 2 - 2 Archivado el 25 de mayo de 2014 en Wayback Machine. | Técnico Universitario |  | Olímpico (Ibarra)     | 23 de mayo | 19:00 | Oromar   |
|  | Municipal Cañar    | 0 - 2 Archivado el 26 de mayo de 2014 en Wayback Machine. | UTC                   |  | Municipal 26 de Enero | 24 de mayo | 15:00 | No tiene |
|  | Liga de Portoviejo | 4 - 2 Archivado el 26 de mayo de 2014 en Wayback Machine. | Deportivo Quevedo     |  | Reales Tamarindos     | 24 de mayo | 20:00 | Oromar   |
|  | Aucas              | 1 - 0 Archivado el 26 de mayo de 2014 en Wayback Machine. | Delfín                |  | Gonzalo Pozo Ripalda  | 25 de mayo | 11:30 | Oromar   |
|  | Macará             | 0 - 0 Archivado el 26 de mayo de 2014 en Wayback Machine. | River Ecuador         |  | Bellavista            | 25 de mayo | 12:00 | No tiene |
|  | Espoli             | 0 - 0 Archivado el 28 de mayo de 2014 en Wayback Machine. | Deportivo Azogues     |  | 7 de Octubre          | 25 de mayo | 15:00 | No tiene |

|  | River Ecuador     | 1 - 0 Archivado el 24 de septiembre de 2015 en Wayback Machine. | Liga de Portoviejo    |  | La Fortaleza         | 30 de mayo | 15:00 | Oromar   |
|  | Deportivo Azogues | 1 - 2 Archivado el 5 de junio de 2014 en Wayback Machine.       | Aucas                 |  | Jorge Andrade Cantos | 31 de mayo | 16:00 | No tiene |
|  | UTC               | 0 - 1 Archivado el 3 de junio de 2014 en Wayback Machine.       | Espoli                |  | La Cocha             | 31 de mayo | 16:00 | No tiene |
|  | Delfín            | 2 - 1 Archivado el 5 de junio de 2014 en Wayback Machine.       | Imbabura              |  | Jocay                | 1 de junio | 12:00 | No tiene |
|  | Macará            | 0 - 2 Archivado el 3 de junio de 2014 en Wayback Machine.       | Técnico Universitario |  | Bellavista           | 1 de junio | 12:00 | Oromar   |
|  | Deportivo Quevedo | 2 - 1 Archivado el 5 de junio de 2014 en Wayback Machine.       | Municipal Cañar       |  | 7 de Octubre         | 1 de junio | 15:00 | No tiene |

|  | Imbabura              | 0 - 2 Archivado el 10 de junio de 2014 en Wayback Machine. | Deportivo Azogues |  | Olímpico (Ibarra)     | 6 de junio | 19:00 | No tiene          |
|  | Municipal Cañar       | 1 - 2 Archivado el 10 de junio de 2014 en Wayback Machine. | River Ecuador     |  | Municipal 26 de Enero | 7 de junio | 15:00 | No tiene          |
|  | Liga de Portoviejo    | 0 - 4 Archivado el 11 de junio de 2014 en Wayback Machine. | Macará            |  | Reales Tamarindos     | 7 de junio | 20:00 | Oromar Televisión |
|  | Aucas                 | 1 - 2 Archivado el 10 de junio de 2014 en Wayback Machine. | UTC               |  | Gonzalo Pozo Ripalda  | 8 de junio | 11:30 | Oromar Televisión |
|  | Técnico Universitario | 1 - 0 Archivado el 10 de junio de 2014 en Wayback Machine. | Delfín            |  | Bellavista            | 8 de junio | 12:00 | No tiene          |
|  | Espoli                | 0 - 0 Archivado el 10 de junio de 2014 en Wayback Machine. | Deportivo Quevedo |  | Rafael Vera Yépez     | 8 de junio | 15:00 | No tiene          |

|  | River Ecuador      | 2 - 1 Archivado el 25 de agosto de 2014 en Wayback Machine. | Espoli                |  | La Fortaleza         | 13 de junio | 15:00 | No tiene |
|  | Deportivo Azogues  | 2 - 1 Archivado el 26 de agosto de 2014 en Wayback Machine. | Técnico Universitario |  | Jorge Andrade Cantos | 14 de junio | 15:00 | No tiene |
|  | Macará             | 3 - 0 Archivado el 25 de agosto de 2014 en Wayback Machine. | Municipal Cañar       |  | Bellavista           | 14 de junio | 15:00 | No tiene |
|  | UTC                | 2 - 2 Archivado el 28 de agosto de 2014 en Wayback Machine. | Imbabura              |  | La Cocha             | 14 de junio | 16:00 | No tiene |
|  | Deportivo Quevedo  | 1 - 0 Archivado el 25 de agosto de 2014 en Wayback Machine. | Aucas                 |  | 7 de Octubre         | 14 de junio | 16:00 | No tiene |
|  | Liga de Portoviejo | 2 - 1 Archivado el 25 de agosto de 2014 en Wayback Machine. | Delfín                |  | Reales Tamarindos    | 14 de junio | 20:00 | No tiene |

|  | Municipal Cañar       | 3 - 2 Archivado el 28 de junio de 2014 en Wayback Machine. | Liga de Portoviejo |  | Municipal 26 de Enero | 21 de junio | 15:00 | No tiene |
|  | Técnico Universitario | 3 - 0 Archivado el 28 de junio de 2014 en Wayback Machine. | UTC                |  | Bellavista            | 21 de junio | 16:00 | No tiene |
|  | Delfín                | 1 - 0 Archivado el 28 de junio de 2014 en Wayback Machine. | Deportivo Azogues  |  | Jocay                 | 21 de junio | 16:00 | No tiene |
|  | Imbabura              | 1 - 0 Archivado el 28 de junio de 2014 en Wayback Machine. | Deportivo Quevedo  |  | Olímpico (Ibarra)     | 21 de junio | 16:00 | No tiene |
|  | Aucas                 | 3 - 0 Archivado el 28 de junio de 2014 en Wayback Machine. | River Ecuador      |  | Gonzalo Pozo Ripalda  | 22 de junio | 11:30 | No tiene |
|  | Espoli                | 3 - 0 Archivado el 28 de junio de 2014 en Wayback Machine. | Macará             |  | Rafael Vera Yépez     | 22 de junio | 15:00 | No tiene |

|  | River Ecuador      | 0 - 0 Archivado el 13 de julio de 2014 en Wayback Machine.  | Imbabura              |  | La Fortaleza          | 28 de junio | 15:00 | No tiene |
|  | UTC                | 1 - 2 Archivado el 13 de julio de 2014 en Wayback Machine.  | Delfín                |  | La Cocha              | 28 de junio | 16:00 | No tiene |
|  | Deportivo Quevedo  | 2 - 1 Archivado el 13 de julio de 2014 en Wayback Machine.  | Técnico Universitario |  | 7 de Octubre          | 28 de junio | 16:00 | No tiene |
|  | Liga de Portoviejo | 3 - 1 Archivado el 13 de julio de 2014 en Wayback Machine.  | Espoli                |  | Reales Tamarindos     | 28 de junio | 20:00 | No tiene |
|  | Macará             | 0 - 0 Archivado el 25 de agosto de 2014 en Wayback Machine. | Aucas                 |  | Bellavista            | 29 de junio | 13:15 | No tiene |
|  | Municipal Cañar    | 0 - 0 Archivado el 25 de agosto de 2014 en Wayback Machine. | Deportivo Azogues     |  | Municipal 26 de Enero | 29 de junio | 15:00 | No tiene |

|  | Aucas                 | 2 - 0 Archivado el 14 de julio de 2014 en Wayback Machine. | Liga de Portoviejo |  | Gonzalo Pozo Ripalda | 2 de julio | 11:30 | Oromar   |
|  | Técnico Universitario | 1 - 0 Archivado el 14 de julio de 2014 en Wayback Machine. | River Ecuador      |  | Bellavista           | 2 de julio | 12:30 | No tiene |
|  | Espoli                | 1 - 1 Archivado el 14 de julio de 2014 en Wayback Machine. | Municipal Cañar    |  | Rafael Vera Yépez    | 2 de julio | 15:00 | No tiene |
|  | Imbabura              | 0 - 1 Archivado el 14 de julio de 2014 en Wayback Machine. | Macará             |  | Olímpico (Ibarra)    | 2 de julio | 16:00 | No tiene |
|  | Deportivo Azogues     | 1 - 1 Archivado el 14 de julio de 2014 en Wayback Machine. | UTC                |  | Jorge Andrade Cantos | 2 de julio | 19:30 | No tiene |
|  | Delfín                | 2 - 0                                                      | Deportivo Quevedo  |  | Jocay                | 2 de julio | 20:00 | No tiene |

|  | River Ecuador      | 3 - 1 Archivado el 8 de julio de 2014 en Wayback Machine. | UTC                   |  | La Fortaleza          | 5 de julio | 15:00 | No tiene |
|  | Municipal Cañar    | 2 - 1 Archivado el 8 de julio de 2014 en Wayback Machine. | Imbabura              |  | Municipal 26 de Enero | 5 de julio | 15:00 | No tiene |
|  | Macará             | 1 - 0 Archivado el 8 de julio de 2014 en Wayback Machine. | Delfín                |  | Bellavista            | 6 de julio | 10:00 | No tiene |
|  | Liga de Portoviejo | 1 - 0 Archivado el 9 de julio de 2014 en Wayback Machine. | Técnico Universitario |  | Reales Tamarindos     | 6 de julio | 15:00 | No tiene |
|  | Espoli             | 0 - 0 Archivado el 8 de julio de 2014 en Wayback Machine. | Aucas                 |  | Rafael Vera Yépez     | 6 de julio | 15:00 | No tiene |
|  | Deportivo Quevedo  | 0 - 0 Archivado el 9 de julio de 2014 en Wayback Machine. | Deportivo Azogues     |  | 7 de Octubre          | 6 de julio | 15:00 | No tiene |

|  | Delfín                | 1 - 1 Archivado el 14 de julio de 2014 en Wayback Machine. | River Ecuador      |  | Jocay                | 11 de julio | 20:00 | No tiene |
|  | UTC                   | 3 - 2 Archivado el 14 de julio de 2014 en Wayback Machine. | Deportivo Quevedo  |  | Olímpico (Riobamba)  | 12 de julio | 12:00 | No tiene |
|  | Aucas                 | 1 - 1 Archivado el 14 de julio de 2014 en Wayback Machine. | Municipal Cañar    |  | Gonzalo Pozo Ripalda | 12 de julio | 15:00 | No tiene |
|  | Deportivo Azogues     | 1 - 0 Archivado el 14 de julio de 2014 en Wayback Machine. | Macará             |  | Jorge Andrade Cantos | 12 de julio | 15:00 | No tiene |
|  | Imbabura              | 0 - 1                                                      | Liga de Portoviejo |  | Olímpico (Ibarra)    | 12 de julio | 16:00 | No tiene |
|  | Técnico Universitario | 4 - 0 Archivado el 14 de julio de 2014 en Wayback Machine. | Espoli             |  | Bellavista           | 13 de julio | 11:30 | No tiene |

## Segunda etapa

### Clasificación
| Pos. | Equipo                | Pts. | PJ | PG | PE | PP | GF | GC | Dif. |
| ---- | --------------------- | ---- | -- | -- | -- | -- | -- | -- | ---- |
| 1.º  | Técnico Universitario | 44   | 22 | 14 | 2  | 6  | 35 | 19 | 16   |
| 2.º  | Aucas                 | 43   | 22 | 12 | 7  | 3  | 32 | 17 | 15   |
| 3.º  | River Plate Ecuador   | 36   | 22 | 10 | 6  | 6  | 32 | 27 | 5    |
| 4.º  | Imbabura              | 33   | 22 | 9  | 6  | 7  | 23 | 23 | 0    |
| 5.º  | Deportivo Quevedo     | 32   | 22 | 9  | 5  | 8  | 28 | 28 | 0    |
| 6.º  | Liga de Portoviejo    | 31   | 22 | 8  | 7  | 7  | 28 | 28 | 0    |
| 7.º  | Deportivo Azogues     | 30   | 22 | 7  | 9  | 6  | 28 | 25 | 3    |
| 8.º  | Macará                | 28   | 22 | 8  | 4  | 10 | 25 | 25 | 0    |
| 9.º  | UTC                   | 28   | 22 | 8  | 4  | 10 | 34 | 35 | −1   |
| 10.º | Delfín                | 25   | 22 | 6  | 7  | 9  | 22 | 28 | −6   |
| 11.º | Espoli (*)            | 21   | 22 | 5  | 6  | 11 | 23 | 29 | −6   |
| 12.º | Municipal Cañar       | 11   | 22 | 2  | 5  | 15 | 18 | 43 | −25  |

### Evolución de la clasificación
| Equipo / Fecha        | 01 | 02 | 03 | 04 | 05 | 06 | 07 | 08 | 09 | 10 | 11 | 12 | 13 | 14 | 15 | 16 | 17 | 18 | 19 | 20 | 21 | 22 |
| --------------------- | -- | -- | -- | -- | -- | -- | -- | -- | -- | -- | -- | -- | -- | -- | -- | -- | -- | -- | -- | -- | -- | -- |
| Técnico Universitario | 4  | 1  | 4  | 3  | 5  | 2  | 2  | 1  | 1  | 1  | 1  | 1  | 1  | 1  | 1  | 2  | 2  | 2  | 2  | 1  | 2  | 1  |
| Aucas                 | 3  | 4  | 3  | 1  | 1  | 1  | 1  | 2  | 2  | 2  | 2  | 2  | 2  | 2  | 2  | 1  | 1  | 1  | 1  | 2  | 1  | 2  |
| River Ecuador         | 2  | 3  | 1  | 2  | 2  | 4  | 3  | 3  | 3  | 3  | 3  | 3  | 3  | 3  | 3  | 3  | 3  | 3  | 3  | 3  | 3  | 3  |
| Imbabura              | 7  | 6  | 9  | 9  | 10 | 9  | 7  | 7  | 8  | 7  | 8  | 9  | 8  | 8  | 7  | 6  | 8  | 7  | 8  | 7  | 6  | 4  |
| Deportivo Quevedo     | 1  | 2  | 2  | 5  | 4  | 5  | 6  | 6  | 4  | 6  | 4  | 4  | 4  | 4  | 5  | 5  | 4  | 4  | 6  | 5  | 4  | 5  |
| Liga de Portoviejo    | 8  | 10 | 10 | 7  | 8  | 8  | 9  | 8  | 9  | 8  | 9  | 7  | 6  | 6  | 6  | 8  | 9  | 8  | 5  | 6  | 5  | 6  |
| Deportivo Azogues     | 11 | 8  | 6  | 4  | 3  | 3  | 5  | 4  | 5  | 4  | 5  | 5  | 5  | 5  | 4  | 4  | 5  | 5  | 4  | 4  | 7  | 7  |
| Macará                | 5  | 5  | 5  | 8  | 6  | 6  | 4  | 5  | 6  | 5  | 6  | 6  | 9  | 7  | 8  | 9  | 6  | 9  | 9  | 10 | 9  | 8  |
| UTC                   | 9  | 11 | 11 | 11 | 9  | 10 | 11 | 10 | 10 | 10 | 10 | 10 | 10 | 10 | 10 | 11 | 10 | 11 | 10 | 9  | 8  | 9  |
| Delfín                | 12 | 9  | 8  | 6  | 7  | 7  | 8  | 9  | 7  | 9  | 7  | 8  | 7  | 9  | 9  | 7  | 7  | 6  | 7  | 8  | 10 | 10 |
| Espoli                | 10 | 12 | 12 | 12 | 12 | 11 | 10 | 11 | 12 | 12 | 12 | 12 | 11 | 11 | 11 | 10 | 11 | 10 | 11 | 11 | 11 | 11 |
| Municipal Cañar       | 6  | 7  | 7  | 10 | 11 | 12 | 12 | 12 | 11 | 11 | 11 | 11 | 12 | 12 | 12 | 12 | 12 | 12 | 12 | 12 | 12 | 12 |

### Resultados
|  | River Ecuador      | 1 - 0 Archivado el 29 de julio de 2014 en Wayback Machine. | Delfín                |  | La Fortaleza         | 18 de julio | 15:00 | No tiene |
|  | Deportivo Azogues  | 0 - 1 Archivado el 29 de julio de 2014 en Wayback Machine. | Aucas                 |  | Jorge Andrade Cantos | 19 de julio | 15:00 | No tiene |
|  | Deportivo Quevedo  | 3 - 2 Archivado el 8 de agosto de 2014 en Wayback Machine. | UTC                   |  | 7 de Octubre         | 19 de julio | 16:00 | No tiene |
|  | Liga de Portoviejo | 0 - 0 Archivado el 29 de julio de 2014 en Wayback Machine. | Imbabura              |  | Reales Tamarindos    | 19 de julio | 20:00 | Oromar   |
|  | Macará             | 1 - 1 Archivado el 29 de julio de 2014 en Wayback Machine. | Municipal Cañar       |  | Bellavista           | 20 de julio | 11:30 | No tiene |
|  | Espoli             | 0 - 1 Archivado el 29 de julio de 2014 en Wayback Machine. | Técnico Universitario |  | Rafael Vera Yépez    | 20 de julio | 15:30 | Oromar   |

|  | Municipal Cañar       | 0 - 1 Archivado el 10 de agosto de 2014 en Wayback Machine. | Deportivo Quevedo  |  | Municipal 26 de Enero | 2 de agosto | 15:00 | No tiene |
|  | Imbabura              | 1 - 1 Archivado el 10 de agosto de 2014 en Wayback Machine. | Deportivo Azogues  |  | Olímpico (Ibarra)     | 2 de agosto | 16:00 | No tiene |
|  | Delfín                | 1 - 1 Archivado el 10 de agosto de 2014 en Wayback Machine. | Macará             |  | Jocay                 | 2 de agosto | 16:15 | Oromar   |
|  | Técnico Universitario | 2 - 0 Archivado el 10 de agosto de 2014 en Wayback Machine. | Liga de Portoviejo |  | Bellavista            | 3 de agosto | 11:00 | No tiene |
|  | Aucas                 | 1 - 0 Archivado el 10 de agosto de 2014 en Wayback Machine. | Espoli             |  | Gonzalo Pozo Ripalda  | 3 de agosto | 11:30 | No tiene |
|  | UTC                   | 2 - 3 Archivado el 10 de agosto de 2014 en Wayback Machine. | River Ecuador      |  | Jaime Zumárraga       | 3 de agosto | 12:00 | No tiene |

|  | River Ecuador      | 2 - 1 Archivado el 11 de agosto de 2014 en Wayback Machine. | Técnico Universitario |  | La Fortaleza         | 8 de agosto  | 15:00 | No tiene       |
|  | Deportivo Azogues  | 2 - 0 Archivado el 11 de agosto de 2014 en Wayback Machine. | Espoli                |  | Jorge Andrade Cantos | 9 de agosto  | 15:00 | No tiene       |
|  | Deportivo Quevedo  | 1 - 1 Archivado el 12 de agosto de 2014 en Wayback Machine. | Delfín                |  | 7 de Octubre         | 9 de agosto  | 16:00 | América Visión |
|  | Liga de Portoviejo | 1 - 1 Archivado el 12 de agosto de 2014 en Wayback Machine. | Aucas                 |  | Reales Tamarindos    | 9 de agosto  | 20:00 | Oromar         |
|  | Macará             | 1 - 0 Archivado el 12 de agosto de 2014 en Wayback Machine. | Imbabura              |  | Bellavista           | 10 de agosto | 11:30 | No tiene       |
|  | UTC                | 2 - 2 Archivado el 12 de agosto de 2014 en Wayback Machine. | Municipal Cañar       |  | Jaime Zumárraga      | 10 de agosto | 12:00 | No tiene       |

|  | Imbabura              | 1 - 1 Archivado el 19 de agosto de 2014 en Wayback Machine. | River Ecuador      |  | Olímpico (Ibarra)     | 15 de agosto | 16:00 | No tiene       |
|  | Aucas                 | 3 - 1 Archivado el 19 de agosto de 2014 en Wayback Machine. | Macará             |  | Gonzalo Pozo Ripalda  | 16 de agosto | 11:30 | No tiene       |
|  | Municipal Cañar       | 0 - 3 Archivado el 19 de agosto de 2014 en Wayback Machine. | Deportivo Azogues  |  | Municipal 26 de Enero | 16 de agosto | 15:00 | América Visión |
|  | Delfín                | 4 - 1 Archivado el 19 de agosto de 2014 en Wayback Machine. | UTC                |  | Jocay                 | 16 de agosto | 16:00 | Oromar         |
|  | Técnico Universitario | 3 - 0 Archivado el 19 de agosto de 2014 en Wayback Machine. | Deportivo Quevedo  |  | Bellavista            | 16 de agosto | 16:00 | No tiene       |
|  | Espoli                | 1 - 3 Archivado el 19 de agosto de 2014 en Wayback Machine. | Liga de Portoviejo |  | Rafael Vera Yépez     | 17 de agosto | 15:00 | No tiene       |

|  | Municipal Cañar    | 0 - 0 Archivado el 21 de agosto de 2014 en Wayback Machine. | Delfín                |  | Municipal 26 de Enero | 20 de agosto | 15:00 | No tiene       |
|  | River Ecuador      | 2 - 2 Archivado el 21 de agosto de 2014 en Wayback Machine. | Aucas                 |  | La Fortaleza          | 20 de agosto | 15:00 | América Visión |
|  | UTC                | 3 - 2 Archivado el 21 de agosto de 2014 en Wayback Machine. | Técnico Universitario |  | Jaime Zumárraga       | 20 de agosto | 15:30 | No tiene       |
|  | Macará             | 2 - 1 Archivado el 21 de agosto de 2014 en Wayback Machine. | Espoli                |  | Bellavista            | 20 de agosto | 16:00 | No tiene       |
|  | Deportivo Quevedo  | 2 - 0 Archivado el 22 de agosto de 2014 en Wayback Machine. | Imbabura              |  | 7 de Octubre          | 20 de agosto | 16:00 | No tiene       |
|  | Liga de Portoviejo | 2 - 3 Archivado el 22 de agosto de 2014 en Wayback Machine. | Deportivo Azogues     |  | Reales Tamarindos     | 20 de agosto | 20:00 | Oromar         |

|  | Deportivo Azogues     | 1 - 1 Archivado el 26 de agosto de 2014 en Wayback Machine. | Macará             |  | Jorge Andrade Cantos | 23 de agosto | 15:00 | América Visión |
|  | Técnico Universitario | 4 - 1 Archivado el 26 de agosto de 2014 en Wayback Machine. | Municipal Cañar    |  | Bellavista           | 23 de agosto | 16:00 | No tiene       |
|  | Imbabura              | 2 - 1 Archivado el 26 de agosto de 2014 en Wayback Machine. | UTC                |  | Olímpico (Ibarra)    | 23 de agosto | 16:00 | No tiene       |
|  | Aucas                 | 2 - 0 Archivado el 26 de agosto de 2014 en Wayback Machine. | Deportivo Quevedo  |  | Gonzalo Pozo Ripalda | 24 de agosto | 11:30 | No tiene       |
|  | Delfín                | 2 - 2 Archivado el 26 de agosto de 2014 en Wayback Machine. | Liga de Portoviejo |  | Jocay                | 24 de agosto | 12:00 | No tiene       |
|  | Espoli                | 2 - 1 Archivado el 26 de agosto de 2014 en Wayback Machine. | River Ecuador      |  | Rafael Vera Yépez    | 24 de agosto | 15:00 | América Visión |

|  | River Ecuador     | 2 - 0 Archivado el 31 de agosto de 2014 en Wayback Machine.    | Deportivo Azogues     |  | La Fortaleza          | 29 de agosto | 15:00 | América Visión |
|  | Municipal Cañar   | 1 - 2 Archivado el 2 de septiembre de 2014 en Wayback Machine. | Imbabura              |  | Municipal 26 de Enero | 30 de agosto | 15:00 | No tiene       |
|  | Delfín            | 0 - 2 Archivado el 2 de septiembre de 2014 en Wayback Machine. | Técnico Universitario |  | Jocay                 | 30 de agosto | 16:00 | Oromar         |
|  | Deportivo Quevedo | 2 - 3 Archivado el 2 de septiembre de 2014 en Wayback Machine. | Espoli                |  | 7 de Octubre          | 30 de agosto | 19:00 | América Visión |
|  | UTC               | 0 - 1 Archivado el 2 de septiembre de 2014 en Wayback Machine. | Aucas                 |  | Jaime Zumárraga       | 31 de agosto | 12:00 | No tiene       |
|  | Macará            | 2 - 0 Archivado el 2 de septiembre de 2014 en Wayback Machine. | Liga de Portoviejo    |  | Bellavista            | 31 de agosto | 12:00 | No tiene       |

|  | Aucas                 | 1 - 1 Archivado el 7 de septiembre de 2014 en Wayback Machine. | Municipal Cañar   |  | Gonzalo Pozo Ripalda | 6 de septiembre | 11:30 | No tiene |
|  | Imbabura              | 0 - 0 Archivado el 7 de septiembre de 2014 en Wayback Machine. | Delfín            |  | Olímpico (Ibarra)    | 6 de septiembre | 12:00 | No tiene |
|  | Deportivo Azogues     | 0 - 0 Archivado el 7 de septiembre de 2014 en Wayback Machine. | Deportivo Quevedo |  | Jorge Andrade Cantos | 6 de septiembre | 15:00 | No tiene |
|  | Liga de Portoviejo    | 1 - 0 Archivado el 7 de septiembre de 2014 en Wayback Machine. | River Ecuador     |  | Reales Tamarindos    | 6 de septiembre | 20:00 | Oromar   |
|  | Técnico Universitario | 1 - 0 Archivado el 8 de septiembre de 2014 en Wayback Machine. | Macará            |  | Bellavista           | 7 de septiembre | 12:00 | No tiene |
|  | Espoli                | 0 - 2 Archivado el 8 de septiembre de 2014 en Wayback Machine. | UTC               |  | Rafael Vera Yépez    | 7 de septiembre | 15:00 | No tiene |

|  | Municipal Cañar       | 1 - 0 Archivado el 11 de septiembre de 2014 en Wayback Machine. | Espoli             |  | Municipal 26 de Enero | 10 de septiembre | 15:00 | No tiene       |
|  | River Ecuador         | 2 - 0 Archivado el 11 de septiembre de 2014 en Wayback Machine. | Macará             |  | La Fortaleza          | 10 de septiembre | 15:00 | No tiene       |
|  | UTC                   | 2 - 2 Archivado el 11 de septiembre de 2014 en Wayback Machine. | Deportivo Azogues  |  | Jaime Zumárraga       | 10 de septiembre | 15:30 | No tiene       |
|  | Delfín                | 2 - 1 Archivado el 11 de septiembre de 2014 en Wayback Machine. | Aucas              |  | Jocay                 | 10 de septiembre | 16:00 | Oromar         |
|  | Técnico Universitario | 2 - 1 Archivado el 12 de septiembre de 2014 en Wayback Machine. | Imbabura           |  | Bellavista            | 10 de septiembre | 16:00 | No tiene       |
|  | Deportivo Quevedo     | 1 - 0 Archivado el 11 de septiembre de 2014 en Wayback Machine. | Liga de Portoviejo |  | 7 de Octubre          | 10 de septiembre | 19:30 | DirecTV Sports |

|  | River Ecuador      | 1 - 1 Archivado el 15 de septiembre de 2014 en Wayback Machine. | Deportivo Quevedo     |  | La Fortaleza         | 14 de septiembre | 11:00 | América Visión |
|  | Macará             | 1 - 0 Archivado el 15 de septiembre de 2014 en Wayback Machine. | UTC                   |  | Bellavista           | 14 de septiembre | 11:30 | No tiene       |
|  | Deportivo Azogues  | 1 - 0 Archivado el 15 de septiembre de 2014 en Wayback Machine. | Delfín S.C.           |  | Jorge Andrade Cantos | 14 de septiembre | 11:30 | No tiene       |
|  | Aucas              | 2 - 1 Archivado el 15 de septiembre de 2014 en Wayback Machine. | Técnico Universitario |  | Gonzalo Pozo Ripalda | 14 de septiembre | 11:30 | No tiene       |
|  | Espoli             | 1 - 2 Archivado el 15 de septiembre de 2014 en Wayback Machine. | Imbabura              |  | Rafael Vera Yépez    | 14 de septiembre | 15:00 | No tiene       |
|  | Liga de Portoviejo | 1 - 0 Archivado el 15 de septiembre de 2014 en Wayback Machine. | Municipal Cañar       |  | Reales Tamarindos    | 14 de septiembre | 16:00 | No tiene       |

|  | Delfín                | 1 - 0 Archivado el 20 de septiembre de 2014 en Wayback Machine. | Espoli             |  | Jocay                 | 19 de septiembre | 19:30 | Oromar         |
|  | Municipal Cañar       | 0 - 1 Archivado el 27 de septiembre de 2014 en Wayback Machine. | River Ecuador      |  | Municipal 26 de Enero | 20 de septiembre | 15:00 | No tiene       |
|  | Imbabura              | 0 - 0 Archivado el 27 de septiembre de 2014 en Wayback Machine. | Aucas              |  | Olímpico (Ibarra)     | 20 de septiembre | 16:00 | Gama TV        |
|  | Deportivo Quevedo     | 2 - 1 Archivado el 27 de septiembre de 2014 en Wayback Machine. | Macará             |  | 7 de Octubre          | 20 de septiembre | 19:30 | América Visión |
|  | Técnico Universitario | 2 - 2 Archivado el 27 de septiembre de 2014 en Wayback Machine. | Deportivo Azogues  |  | Bellavista            | 21 de septiembre | 12:00 | No tiene       |
|  | UTC                   | 2 - 0 Archivado el 27 de septiembre de 2014 en Wayback Machine. | Liga de Portoviejo |  | Jaime Zumárraga       | 21 de septiembre | 12:00 | No tiene       |

|  | River Ecuador      | 1 - 2 Archivado el 27 de septiembre de 2014 en Wayback Machine. | Municipal Cañar       |  | La Fortaleza         | 26 de septiembre | 15:00 | DirecTV Sports |
|  | Deportivo Azogues  | 0 - 2 Archivado el 1 de octubre de 2014 en Wayback Machine.     | Técnico Universitario |  | Jorge Andrade Cantos | 27 de septiembre | 15:00 | No tiene       |
|  | Liga de Portoviejo | 1 - 0 Archivado el 1 de octubre de 2014 en Wayback Machine.     | UTC                   |  | Reales Tamarindos    | 27 de septiembre | 20:00 | No tiene       |
|  | Aucas              | 1 - 0 Archivado el 1 de octubre de 2014 en Wayback Machine.     | Imbabura              |  | Gonzalo Pozo Ripalda | 28 de septiembre | 11:30 | Gama TV        |
|  | Macará             | 0 - 1 Archivado el 1 de octubre de 2014 en Wayback Machine.     | Deportivo Quevedo     |  | Bellavista           | 28 de septiembre | 11:30 | No tiene       |
|  | Espoli             | 3 - 0 Archivado el 1 de octubre de 2014 en Wayback Machine.     | Delfín                |  | Rafael Vera Yépez    | 28 de septiembre | 15:00 | DirecTV Sports |

|  | Municipal Cañar       | 3 - 4 Archivado el 6 de octubre de 2014 en Wayback Machine. | Liga de Portoviejo |  | Municipal 26 de Enero | 4 de octubre | 15:00 | DirecTV Sports |
|  | Imbabura              | 0 - 0 Archivado el 6 de octubre de 2014 en Wayback Machine. | Espoli             |  | Olímpico (Ibarra)     | 4 de octubre | 16:00 | No tiene       |
|  | Deportivo Quevedo     | 1 - 2 Archivado el 7 de octubre de 2014 en Wayback Machine. | River Ecuador      |  | 7 de Octubre          | 4 de octubre | 19:00 | América Visión |
|  | UTC                   | 1 - 0 Archivado el 6 de octubre de 2014 en Wayback Machine. | Macará             |  | Jaime Zumárraga       | 5 de octubre | 12:00 | No tiene       |
|  | Técnico Universitario | 1 - 0 Archivado el 6 de octubre de 2014 en Wayback Machine. | Aucas              |  | Bellavista            | 5 de octubre | 12:00 | No tiene       |
|  | Delfín                | 1 - 1 Archivado el 6 de octubre de 2014 en Wayback Machine. | Deportivo Azogues  |  | Jocay                 | 5 de octubre | 12:00 | No tiene       |

|  | Liga de Portoviejo | 1 - 1 Archivado el 12 de octubre de 2014 en Wayback Machine. | Deportivo Quevedo     |  | Reales Tamarindos    | 10 de octubre | 20:00 | DirecTV Sports |
|  | Deportivo Azogues  | 4 - 1 Archivado el 15 de octubre de 2014 en Wayback Machine. | UTC                   |  | Jorge Andrade Cantos | 11 de octubre | 15:00 | No tiene       |
|  | Imbabura           | 2 - 0 Archivado el 13 de octubre de 2014 en Wayback Machine. | Técnico Universitario |  | Olímpico (Ibarra)    | 11 de octubre | 16:00 | América Visión |
|  | Macará             | 3 - 0 Archivado el 15 de octubre de 2014 en Wayback Machine. | River Ecuador         |  | Bellavista           | 12 de octubre | 11:30 | No tiene       |
|  | Aucas              | 3 - 0 Archivado el 15 de octubre de 2014 en Wayback Machine. | Delfín                |  | Gonzalo Pozo Ripalda | 12 de octubre | 11:30 | Gama TV        |
|  | Espoli             | 1 - 0 Archivado el 15 de octubre de 2014 en Wayback Machine. | Municipal Cañar       |  | Rafael Vera Yépez    | 12 de octubre | 15:00 | América Visión |

|  | River Ecuador     | 2 - 0 Archivado el 19 de octubre de 2014 en Wayback Machine. | Liga de Portoviejo    |  | La Fortaleza          | 17 de octubre | 15:00 | América Visión |
|  | Municipal Cañar   | 1 - 2 Archivado el 19 de octubre de 2014 en Wayback Machine. | Aucas                 |  | Municipal 26 de Enero | 18 de octubre | 15:00 | América Visión |
|  | UTC               | 2 - 2 Archivado el 20 de octubre de 2014 en Wayback Machine. | Espoli                |  | Jaime Zumárraga       | 18 de octubre | 16:00 | No tiene       |
|  | Delfín            | 2 - 1 Archivado el 19 de octubre de 2014 en Wayback Machine. | Imbabura              |  | Jocay                 | 18 de octubre | 16:00 | Oromar         |
|  | Deportivo Quevedo | 0 - 2 Archivado el 19 de octubre de 2014 en Wayback Machine. | Deportivo Azogues     |  | 7 de Octubre          | 18 de octubre | 19:30 | América Visión |
|  | Macará            | 0 - 3 Archivado el 21 de octubre de 2014 en Wayback Machine. | Técnico Universitario |  | Bellavista            | 19 de octubre | 11:30 | América Visión |

|  | Imbabura              | 1 - 0 Archivado el 27 de octubre de 2014 en Wayback Machine. | Municipal Cañar   |  | Olímpico (Ibarra)    | 25 de octubre | 16:00 | América Visión |
|  | Liga de Portoviejo    | 1 - 1 Archivado el 27 de octubre de 2014 en Wayback Machine. | Macará            |  | Reales Tamarindos    | 25 de octubre | 20:00 | América Visión |
|  | Deportivo Azogues     | 1 - 1 Archivado el 27 de octubre de 2014 en Wayback Machine. | River Ecuador     |  | Jorge Andrade Cantos | 26 de octubre | 11:30 | No tiene       |
|  | Aucas                 | 2 - 1 Archivado el 27 de octubre de 2014 en Wayback Machine. | UTC               |  | Gonzalo Pozo Ripalda | 26 de octubre | 11:30 | No tiene       |
|  | Técnico Universitario | 0 - 1 Archivado el 27 de octubre de 2014 en Wayback Machine. | Delfín            |  | Bellavista           | 26 de octubre | 12:00 | No tiene       |
|  | Espoli                | 2 - 2 Archivado el 27 de octubre de 2014 en Wayback Machine. | Deportivo Quevedo |  | Rafael Vera Yépez    | 26 de octubre | 15:00 | América Visión |

|  | Deportivo Quevedo  | 1 - 0 Archivado el 2 de noviembre de 2014 en Wayback Machine. | Aucas                 |  | 7 de Octubre          | 31 de octubre  | 20:00 | América Visión |
|  | Macará             | 3 - 0 Archivado el 2 de noviembre de 2014 en Wayback Machine. | Deportivo Azogues     |  | Bellavista            | 1 de noviembre | 12:45 | América Visión |
|  | Municipal Cañar    | 1 - 1 Archivado el 2 de noviembre de 2014 en Wayback Machine. | Técnico Universitario |  | Municipal 26 de Enero | 1 de noviembre | 15:00 | No tiene       |
|  | River Ecuador      | 2 - 2 Archivado el 2 de noviembre de 2014 en Wayback Machine. | Espoli                |  | La Fortaleza          | 1 de noviembre | 15:00 | América Visión |
|  | UTC                | 3 - 2 Archivado el 2 de noviembre de 2014 en Wayback Machine. | Imbabura              |  | Jaime Zumárraga       | 1 de noviembre | 16:00 | No tiene       |
|  | Liga de Portoviejo | 1 - 1 Archivado el 2 de noviembre de 2014 en Wayback Machine. | Delfín                |  | Reales Tamarindos     | 1 de noviembre | 16:00 | No tiene       |

|  | Aucas                 | 3 - 1 Archivado el 6 de noviembre de 2014 en Wayback Machine. | River Ecuador      |  | Gonzalo Pozo Ripalda | 5 de noviembre | 11:30 | América Visión |
|  | Delfín                | 3 - 2 Archivado el 6 de noviembre de 2014 en Wayback Machine. | Municipal Cañar    |  | Jocay                | 5 de noviembre | 12:00 | No tiene       |
|  | Espoli                | 2 - 0 Archivado el 6 de noviembre de 2014 en Wayback Machine. | Macará             |  | Rafael Vera Yépez    | 5 de noviembre | 15:00 | No tiene       |
|  | Deportivo Azogues     | 0 - 1 Archivado el 6 de noviembre de 2014 en Wayback Machine. | Liga de Portoviejo |  | Jorge Andrade Cantos | 5 de noviembre | 15:00 | No tiene       |
|  | Técnico Universitario | 1 - 0 Archivado el 6 de noviembre de 2014 en Wayback Machine. | UTC                |  | Bellavista           | 5 de noviembre | 16:00 | No tiene       |
|  | Imbabura              | 1 - 0 Archivado el 6 de noviembre de 2014 en Wayback Machine. | Deportivo Quevedo  |  | Olímpico (Ibarra)    | 5 de noviembre | 16:00 | No tiene       |

|  | River Ecuador      | 4 - 1 Archivado el 10 de noviembre de 2014 en Wayback Machine. | Imbabura              |  | La Fortaleza         | 8 de noviembre | 15:00 | América Visión |
|  | Deportivo Quevedo  | 0 - 2 Archivado el 10 de noviembre de 2014 en Wayback Machine. | Técnico Universitario |  | 7 de Octubre         | 8 de noviembre | 20:00 | América Visión |
|  | Deportivo Azogues  | 2 - 1 Archivado el 10 de noviembre de 2014 en Wayback Machine. | Municipal Cañar       |  | Jorge Andrade Cantos | 9 de noviembre | 11:00 | No tiene       |
|  | Macará             | 1 - 2 Archivado el 10 de noviembre de 2014 en Wayback Machine. | Aucas                 |  | Bellavista           | 9 de noviembre | 11:45 | Gama TV        |
|  | UTC                | 1 - 0 Archivado el 10 de noviembre de 2014 en Wayback Machine. | Delfín                |  | Jaime Zumárraga      | 9 de noviembre | 12:00 | No tiene       |
|  | Liga de Portoviejo | 3 - 2 Archivado el 10 de noviembre de 2014 en Wayback Machine. | Espoli                |  | Reales Tamarindos    | 9 de noviembre | 15:00 | América Visión |

|  | Municipal Cañar       | 1 - 4 Archivado el 28 de noviembre de 2014 en Wayback Machine. | UTC                |  | Municipal 26 de Enero | 15 de noviembre | 15:00 | América Visión |
|  | Imbabura              | 2 - 1 Archivado el 28 de noviembre de 2014 en Wayback Machine. | Macará             |  | Olímpico (Ibarra)     | 15 de noviembre | 16:00 | No tiene       |
|  | Delfín                | 1 - 2 Archivado el 28 de noviembre de 2014 en Wayback Machine. | Deportivo Quevedo  |  | Jocay                 | 15 de noviembre | 16:00 | No tiene       |
|  | Técnico Universitario | 2 - 0 Archivado el 28 de noviembre de 2014 en Wayback Machine. | River Ecuador      |  | Bellavista            | 16 de noviembre | 12:00 | Gama TV        |
|  | S.D. Aucas            | 1 - 1 Archivado el 28 de noviembre de 2014 en Wayback Machine. | Liga de Portoviejo |  | Olímpico Atahualpa    | 16 de noviembre | 13:00 | TC Televisión  |
|  | Espoli                | 0 - 0 Archivado el 28 de noviembre de 2014 en Wayback Machine. | Deportivo Azogues  |  | Rafael Vera Yépez     | 16 de noviembre | 15:00 | No tiene       |

|  | Espoli             | 1 - 1 Archivado el 29 de noviembre de 2014 en Wayback Machine. | Aucas                 |  | Olímpico (Santo Domingo) | 22 de noviembre | 15:00 | No tiene       |
|  | Deportivo Azogues  | 1 - 2 Archivado el 29 de noviembre de 2014 en Wayback Machine. | Imbabura              |  | Jorge Andrade Cantos     | 22 de noviembre | 16:00 | No tiene       |
|  | Liga de Portoviejo | 4 - 1 Archivado el 29 de noviembre de 2014 en Wayback Machine. | Técnico Universitario |  | Reales Tamarindos        | 22 de noviembre | 16:00 | Oromar         |
|  | River Ecuador      | 1 - 1 Archivado el 29 de noviembre de 2014 en Wayback Machine. | UTC                   |  | La Fortaleza             | 22 de noviembre | 16:00 | América Visión |
|  | Macará             | 2 - 1 Archivado el 29 de noviembre de 2014 en Wayback Machine. | Delfín                |  | Bellavista               | 23 de noviembre | 11:30 | No tiene       |
|  | Deportivo Quevedo  | 5 - 0 Archivado el 29 de noviembre de 2014 en Wayback Machine. | Municipal Cañar       |  | 7 de Octubre             | 23 de noviembre | 15:00 | No tiene       |

|  | UTC                   | 4 - 2 Archivado el 5 de diciembre de 2014 en Wayback Machine. | Deportivo Quevedo  |  | Jaime Zumárraga       | 29 de noviembre | 15:00 | No tiene       |
|  | Delfín                | 1 - 2 Archivado el 5 de diciembre de 2014 en Wayback Machine. | River Ecuador      |  | Jocay                 | 29 de noviembre | 15:00 | Gama TV        |
|  | Técnico Universitario | 1 - 0 Archivado el 5 de diciembre de 2014 en Wayback Machine. | Espoli             |  | Bellavista            | 29 de noviembre | 15:00 | América Visión |
|  | Imbabura              | 2 - 1 Archivado el 5 de diciembre de 2014 en Wayback Machine. | Liga de Portoviejo |  | Olímpico (Ibarra)     | 29 de noviembre | 15:00 | Oromar         |
|  | Municipal Cañar       | 0 - 3 Archivado el 5 de diciembre de 2014 en Wayback Machine. | Macará             |  | Municipal 26 de Enero | 29 de noviembre | 15:00 | No tiene       |
|  | Aucas                 | 2 - 2 Archivado el 5 de diciembre de 2014 en Wayback Machine. | Deportivo Azogues  |  | La Cocha              | 30 de noviembre | 12:00 | No tiene       |

## Tabla acumulada
| Pos. | Equipo                | Pts. | PJ | PG | PE | PP | GF | GC | Dif. |
| ---- | --------------------- | ---- | -- | -- | -- | -- | -- | -- | ---- |
| 1.º  | Aucas (C)             | 83   | 44 | 24 | 11 | 9  | 64 | 33 | 31   |
| 2.º  | River Ecuador         | 78   | 44 | 22 | 12 | 10 | 62 | 45 | 17   |
| 3.º  | Técnico Universitario | 77   | 44 | 23 | 8  | 13 | 70 | 42 | 28   |
| 4.º  | Liga de Portoviejo    | 75   | 44 | 22 | 9  | 13 | 67 | 48 | 19   |
| 5.º  | Macará                | 62   | 44 | 17 | 11 | 16 | 49 | 41 | 8    |
| 6.º  | Deportivo Quevedo     | 59   | 44 | 16 | 11 | 17 | 52 | 62 | −10  |
| 7.º  | Deportivo Azogues     | 56   | 44 | 13 | 17 | 14 | 46 | 47 | −1   |
| 8.º  | Delfín                | 55   | 44 | 15 | 10 | 19 | 43 | 49 | −6   |
| 9.º  | Espoli (*)            | 51   | 44 | 12 | 15 | 17 | 50 | 56 | −6   |
| 10.º | Imbabura              | 48   | 44 | 12 | 12 | 20 | 40 | 58 | −18  |
| 11.º | UTC                   | 48   | 44 | 13 | 9  | 22 | 57 | 77 | −20  |
| 12.º | Municipal Cañar       | 32   | 44 | 7  | 11 | 26 | 41 | 83 | −42  |

|  | Ascendidos a la Serie A 2015.            |
|  | Descendidos a la Segunda Categoría 2015. |

### Evolución de la clasificación general
| Equipo / Fecha        | 23 | 24 | 25 | 26 | 27 | 28 | 29 | 30 | 31 | 32 | 33 | 34 | 35 | 36 | 37 | 38 | 39 | 40 | 41 | 42 | 43 | 44 |
| --------------------- | -- | -- | -- | -- | -- | -- | -- | -- | -- | -- | -- | -- | -- | -- | -- | -- | -- | -- | -- | -- | -- | -- |
| Aucas                 | 3  | 2  | 2  | 2  | 2  | 1  | 1  | 1  | 2  | 1  | 2  | 1  | 2  | 1  | 1  | 1  | 1  | 1  | 1  | 1  | 1  | 1  |
| River Ecuador         | 2  | 1  | 1  | 1  | 1  | 2  | 2  | 2  | 1  | 2  | 1  | 2  | 1  | 2  | 2  | 2  | 2  | 2  | 2  | 3  | 3  | 2  |
| Técnico Universitario | 4  | 4  | 4  | 4  | 4  | 4  | 4  | 4  | 3  | 4  | 4  | 4  | 4  | 4  | 3  | 3  | 3  | 3  | 3  | 2  | 4  | 3  |
| Liga de Portoviejo    | 1  | 3  | 3  | 3  | 3  | 3  | 3  | 3  | 4  | 3  | 3  | 3  | 3  | 3  | 4  | 4  | 4  | 4  | 4  | 4  | 2  | 4  |
| Macará                | 5  | 5  | 5  | 5  | 5  | 5  | 5  | 5  | 5  | 5  | 5  | 5  | 5  | 5  | 5  | 5  | 5  | 5  | 5  | 5  | 5  | 5  |
| Deportivo Quevedo     | 8  | 6  | 6  | 7  | 6  | 8  | 8  | 8  | 7  | 7  | 6  | 6  | 6  | 6  | 7  | 8  | 6  | 7  | 8  | 6  | 6  | 6  |
| Deportivo Azogues     | 9  | 9  | 8  | 8  | 8  | 7  | 7  | 7  | 8  | 6  | 8  | 8  | 8  | 7  | 6  | 6  | 8  | 8  | 7  | 7  | 7  | 7  |
| Delfín                | 7  | 7  | 7  | 6  | 7  | 6  | 6  | 6  | 6  | 8  | 7  | 7  | 7  | 8  | 8  | 7  | 7  | 6  | 6  | 8  | 8  | 8  |
| Espoli                | 6  | 8  | 9  | 9  | 9  | 9  | 9  | 9  | 9  | 9  | 9  | 9  | 9  | 9  | 9  | 9  | 9  | 9  | 9  | 9  | 9  | 9  |
| Imbabura              | 12 | 12 | 12 | 12 | 12 | 12 | 10 | 11 | 12 | 10 | 11 | 12 | 12 | 11 | 11 | 10 | 11 | 10 | 11 | 11 | 10 | 10 |
| UTC                   | 11 | 11 | 11 | 11 | 10 | 10 | 11 | 10 | 10 | 11 | 10 | 10 | 10 | 10 | 10 | 11 | 10 | 11 | 10 | 10 | 11 | 11 |
| Municipal Cañar       | 10 | 10 | 10 | 10 | 11 | 11 | 12 | 12 | 11 | 12 | 12 | 11 | 11 | 12 | 12 | 12 | 12 | 12 | 12 | 12 | 12 | 12 |

### Campeón
|                                                                |
|                                                                |
| Sociedad Deportiva Aucas 3.er título Ascendió a la Serie A     |
| También ascendió Club Deportivo River Ecuador como subcampeón. |

## Goleadores
- Actualizado el 4 de diciembre de 2014

| Jugador              | Equipo                | Goles |
| -------------------- | --------------------- | ----- |
| 1. Jimmy Delgado     | Aucas                 | 22    |
| 2. Lauro Cazal       | Aucas                 | 17    |
| 3. Luis Espinola     | River Ecuador         | 16    |
| 4. Patricio Quiñónez | Deportivo Quevedo     | 14    |
| 5. Deny Giler        | River Ecuador         | 14    |
| 6. Sergio Samudio    | Técnico Universitario | 13    |
| 7. Kevin Jauch       | UT de Cotopaxi        | 12    |
| 8. Francisco Mera    | Técnico Universitario | 12    |
| 9. Wilfrido Vinces   | Técnico Universitario | 11    |
| 10. Ángel Ledesma    | Macará                | 11    |